# Геронтий (Кургановский)
Архимандрит Геронтий (в миру Гаврии́л Миха́йлович Кургановский; 1838, Болхов, Орловская губерния — 26 ноября 1903, Москва) — архимандрит Русской православной церкви, церковный историк, церковный композитор.

## Биография
Родился в 1838 году в Болхове в мещанской семье.
В 1846 году принят послушником в Задонский Рождество-Богородицкий монастырь. В 1859 году принял монашеский постриг, в 1863 году рукоположён в сан иеромонаха. Пел в монастырском хоре, с 1861 по 1880 год был его регентом.
Возглавляемый им хор стал широко известен за пределами Воронежской епархии, исполняемые им духовно-музыкальные произведения, созданные Геронтием («Милость мира», Тропарь св. Иоанну Богослову, кондак «Избранный чудотворче», «Ныне отпущаеши» и др.), были напечатаны и активно распространялись в регионе.
В 1885—1886 годы пожертвовал собрание старинных предметов (оружие, монеты и др.) создававшемуся в Воронеже краеведческому музею.
С 1885 года — член Воронежского губернского статистического комитета.
В 1891 году опубликовал нотное пособие для священников, диаконов и чтецов по богослужебным возгласам и чтению на литургии, молебне и всенощном бдении с целью упорядочить существующую практику, включив в издание также образцы обиходных песнопений для четырёхголосного хора, главным образом в гармонизации Н. М. Потулова.
В 1899 году возведён в сан архимандрита и назначен настоятелем Новосильского Свято-Духова монастыря.
С 1901 года — настоятель Ферапонтова Лужецкого Можайского монастыря.
В том же году становится членом церковного историко-археологического комитета и губернской учёной архивной комиссии.
В марте 1902 году переведён настоятелем в Иосифо-Волоколамский монастырь.
Скончался 26 ноября 1903 года в Москве.

## Сочинения
- Историко-статистическое описание первоклассного Задонского Богородицкого монастыря. М., 1871;
- Краткий очерк жизни почивающего в Задонском Богородицком монастыре иеросхимонаха Агапита. СПб., 1872. Воронеж, 1882;
- Воспоминария об Антонии Алексеевиче, Христа ради юродивом. Задонск, 1879. Воронеж, 1872;
- Описание Тихоновского общежительного мужского монастыря, находящегося близ г. Задонска. СПб., 1882;
- Некоторые черты из жизни почившего в Задонском монастыре схимонаха Митрофана. Воронеж, 1882;
- Метод богослужебных возгласов, положенных на ноты. М., 1897—1900. 2 ч.;
- Прп. Кирилл Белозерский. М., 1897;
- Историко-статистическое описание Кирилло-Белозерского Успенского мужского первоклассного монастыря Новгородской епархии. М., 1897;
- Историческое описание Короцкого женского общежительного монастыря Валдайского уезда Новгородской епархии. СПб., 1897;
- Исторический очерк Новосильского Свято-Духова монастыря Тульской епархии. Тула, 1901;
- Слова и речи. Тула, 1901. СПб., 1902;
- Краткий очерк жизни почивающего в Задонском Богородицком монастыре иеросхимонаха Нафанаила. СПб., 1902;
- Учение блж. Августина о богодухновенности Свящ. Писания. СПб., 1902;
- Можайский Лужецкий второклассный Ферапонтов монастырь Московской епархии. М., 1902;
- Волоколамский Иосифов второклассный мужской монастырь и его современное состояние. СПб., 1903;
- Историческое описание Никитского женского общежительного монастыря в г. Кашире Тульской губ. К., 1909.